# Västra Tommarp
Västra Tommarp is een plaats (tätort) in de gemeente Trelleborg in het landschap Skåne en de provincie Skåne län in Zweden. De plaats heeft 214 inwoners (2010) en een oppervlakte van 20,43 hectare.